# Patrice Talon
Patrice Guillaume Athanase Talon (* 1. května 1958 Ouidah, Benin) je beninský podnikatel a od roku 2016 je také 8. prezident Beninu.

## Mládí a politická kariéra
Maturitní vzdělání získal v Dakaru v Senegalu a bakalářský titul na univerzitě v Dakaru. Poté odešel do École nationale de l'aviation civile v Paříži, protože snil o tom, že se stane pilotem, ale kvůli motorické nespolehlivosti při lékařských testech se tento sen stal nemožným.
V roce 1983 se podílel na obchodu s obalovými a zemědělskými vstupy. V roce 1985 se vrátil do Beninu a založil firmu Intercontinental Distribution Company (Société Distribution Intercontinentale), která dodává výrobcům bavlny zemědělské produkty. V roce 1990, po doporučení Světové banky v rámci dohody o hospodářské liberalizaci zavedené v západoafrických státech, byl Benin vyzván, aby vystoupil ze sektoru výroby bavlny. Poté získává šanci založit tři továrny na vyzrňování bavlny v zemi. Byl také známý jako "král bavlny" pro jeho účast v bavlnářském průmyslu.
Byl jedním z hlavních finančních podporovatelů prezidenta Yayiho Boniho a financoval jeho kampaně ve volbách v roce 2006 a 2011. Jeho společnost Benin Control získala v roce 2011 dva podniky ve vlastnictví státu. V roce 2011 obdržel od vlády lukrativní trh programu ověřování dovozu (PVI). V roce 2012 uprchl do Francie poté, co byl obviněn ze zpronevěry ve výši více než 18 milionů eur. Prezident Yayi Boni ho obvinil z účasti na jeho otrávení. V roce 2014 byl však zproštěn viny a mohl se vrátit zpátky do Beninu. V roce 2015 americký časopis Forbes označil jej za 15. nejbohatší osobu v subsaharské Africe s bohatstvím v hodnotě zhruba 400 milionů dolarů.
Talon jako nezávislý kandidát kandidoval v prezidentských volbách v březnu 2016. Ačkoli v prvním kole skončil druhý před premiérem Lionelem Zinsou, vyhrál druhé kolo se 65% hlasů. Svou inauguraci měl 6. dubna 2016 a složení jeho vlády bylo oznámeno později v průběhu dne. Talon se zavázal, že za pět let zvýší bohatství Beninu a zlepší vztah s Francií.
V září 2021 se Patrice Talon a Thomas Boni Yayi, političtí spojenci, kteří se stali intimními nepřáteli, setkali v paláci Marina v Cotonou. Během tohoto tête-à-tête Thomas Boni Yayi představil Patrice Talonovi řadu návrhů a žádostí, které se týkaly zejména propuštění „politických zadržených“.